# Mika Parviainen
Mika Parviainen (ur. 19 grudnia 1970) – fiński lekkoatleta, który specjalizował się w rzucie oszczepem.
Największym sukcesem zawodnika było zdobycie brązowego medalu uniwersjady w Buffalo (1993). Podczas tych zawodów uzyskał rezultat 77,14. Rekord życiowy: 80,82 (20 sierpnia 1995, Oulu).